# Idiasta subannellata
Idiasta subannellata är en stekelart som först beskrevs av Thomson 1895.  Idiasta subannellata ingår i släktet Idiasta och familjen bracksteklar. Arten är reproducerande i Sverige. Inga underarter finns listade i Catalogue of Life.